# Оленёнок (телесериал)
«Оленёнок» (англ. Baby Reindeer) — британский мини-сериал, адаптация одноимённого автобиографического моноспектакля Ричарда Гэдда, который также является создателем и исполнителем главной роли в сериале. Режиссёрами выступили Вероника Тофильска и Юсефина Борнебуш. Главные роли помимо Гэдда исполнили Джессика Ганнинг, Том Гудман-Хилл и Нава Мау. Сериал состоит из семи эпизодов, премьера которых состоялась на Netflix 11 апреля 2024 года. Сериал получил признание критиков и имел большое количество зрителей на платформе.

## Сюжет
Начинающий комик Донни Данн работает барменом в одном из лондонских пабов. Он бесплатно предлагает клиентке Марте чашку чая, чтобы поднять ей настроение. Марта привязывается к Донни и начинает преследовать его как лично, так и в интернете. За несколько лет до этого Донни становится подопечным телесценариста Дэрриена О'Коннора, который также принимает  наркотики. Последний неоднократно подвергает Донни сексуальному насилию и насилует его во время наркотических трипов, пока они не прекращают общение. В настоящем Донни подаёт на Марту заявление в полицию за преследование, насилие и угрозы его родителям. Её арестовывают, и она проводит девять месяцев в тюрьме. Дэрриен и Донни снова встречаются. Дарриен предлагает возобновить их сотрудничество. Донни неохотно соглашается.

## В ролях
- Ричард Гэдд — Донни Данн; персонаж придуман Ричардом Гэддом.
- Джессика Ганнинг — Марта Скотт, бывший адвокат с криминальным прошлым.
- Нава Мау — Тери, психолог, которого Донни встречает на сайте транс-знакомств.
- Том Гудман-Хилл — Дэрриен О’Коннор, телесценарист, берущий Донни под свое крыло.
- Шалом Брюн-Франклин — Килли, бывшая девушка Донни.
- Нина Сосанья — Лиз, мать Килли и хозяйка Донни.
- Майкл Уайлдман — Греггси, владелец паба, в котором работает Донни.
- Дэнни Киррейн — Джино, коллега Донни.
- Аманда Рут  — Элль, мать Донни.
- Марк Льюис Джонс — Джерри, отец Донни.
- Хью Коулз — Фрэнсис, друг Донни по театральной школе.
- Александрия Райли — детектив Калвер, детектив, занимающийся делом Донни.
- Томас Кумбс — офицер Дэниелс, некомпетентный полицейский.
- Том Дюрант Причард — Джейсон, ведущий конкурса комедий.
- Лаура Смит — Гленда, MC конкурса юмористов.
- Уилл Хислоп — Билли, комик.

## Список эпизодов
| № | Название   | Режиссёр           | Автор сценария | Дата премьеры  | Зрители в США (млн) |
| --- | ---------- | ------------------ | -------------- | -------------- | ------------------- |
| 1 | «Эпизод 1» | Вероника Тофильска | Ричард Гэдд    | 11 апреля 2024 | TBA                 |
| 2015 год. Начинающий и пока ещё неуспешный комик Донни Данн работает барменом в Лондоне и живёт в квартире бывшей девушки вместе с её мамой. Однажды в бар заходит эксцентричная женщина по имени Марта. Поначалу она нравится Донни, он угощает её напитками за счёт заведения, слушает её истории и смешит своими шутками. Но вскоре Марта начинает воспринимать его как своего бойфренда и ждать романтических действий со стороны Донни. Донни не отвечает ей взаимностью, и Марта начинает преследовать его, отправляя десятки электронных писем каждый день. Донни наводит справки в интернете и узнаёт, что Марта когда-то действительно работала юристом, а позже была осуждена за преследования другого мужчины. Несмотря на это, Донни после колебаний принимает её предложение о дружбе в Фейсбуке. |            |                    |                |                |                     |
| 2 | «Эпизод 2» | Вероника Тофильска | Ричард Гэдд    | 11 апреля 2024 | TBA                 |
| Ещё до встречи с Мартой Донни через сайт транс-знакомств начинает встречаться с трансгендерной женщиной Тери (Тересой). При этом он скрывает от неё своё настоящее имя и профессию. Донни пытается обозначить границы в общении с Мартой, но безуспешно. Она уверена, что он хочет жениться на ней и завести детей. Марта постоянно преследует Донни на работе и на улице, она начинает слать угрозы бывшей девушке Донни, о которой узнала в Фейсбуке. У Донни с Тери происходит удачное свидание, но на обратном пути, когда Тери просит Донни поехать с ней домой и просит в метро поцеловать её, Донни, чувствуя страх, внезапно выходит из вагона. Вечером в парке Марта вновь преследует Донни и, прижав к стене, хватает его за гениталии. |            |                    |                |                |                     |
| 3 | «Эпизод 3» | Вероника Тофильска | Ричард Гэдд    | 11 апреля 2024 | TBA                 |
| Донни пытается извиниться перед Тери, раскрывая ей своё настоящее имя и профессию, но та очень рассержена и просит его уйти. Марта внезапно появляется в квартире, где живет Донни, втираясь в доверие к его квартирной хозяйке (матери его бывшей девушки). Он напуган этим фактом, но по-прежнему ничего не предпринимает. Марта неделями караулит его возле дома, в конце концов Донни, видя, что она замёрзла и впала в прострацию, из жалости отводит её к ней домой и делает ей чай. Понимая, что Марта считает его своим бойфрендом, он говорит, решил окончательно «расстаться» с ней, что вызывает у Марты истерику. Донни выступает в клубе на конкурсе комиков, при этом Тери с друзьями также приходят посмотреть на него. Однако на выступление приходит и Марта и переключает на себя внимание, начиная оскорблять Донни. Донни и Тери примиряются и уединяются в кафе, где их находит разъярённая Марта, которая оскорбляет Тери и нападает на неё с кулаками, вырывая у неё клок волос.                                           |            |                    |                |                |                     |
| 4 | «Эпизод 4» | Вероника Тофильска | Ричард Гэдд    | 11 апреля 2024 | TBA                 |
| Спустя шесть месяцев после начала преследования со стороны Марты Донни пытается заявить на неё в полицию, но не рассказывает всей правда из-за мучительных воспоминаний о событиях, когда-то изменивших его жизнь к худшему. Серия показывает предысторию: попытки Донни начать карьеру комика, выступления в пабе в Эдинбурге, переезд в Лондон. В Эдинбурге он знакомится с успешным сценаристом телешоу Дэрриеном, который помогает Донни продвинуться в понимании его предназначения. Позже они вновь встречаются в Лондоне, когда Донни уже живёт вместе с Килли. Дэрриен предлагает Донни совместно писать сценарий, при этом постоянно склоняет его к употреблению наркотиков и домогается, когда тот под кайфом. Донни чувствует отвращение, но всё равно снова и снова приходит к Дэрриену, пренебрегая своей девушкой. В итоге Килли уходит от Донни. Сам он разрывает с Дэрриеном, но, пытаясь разобраться в себе, занимается беспорядочным сексом со случайными партнёрами.                                                           |            |                    |                |                |                     |
| 5 | «Эпизод 5» | Юсефина Борнебуш   | Ричард Гэдд    | 11 апреля 2024 | TBA                 |
| После нападения на Тери в кафе Марта начинает оскорблять Донни каждый раз, когда видит его на улице. Она также преследует его знакомых, нападая на Килли возле её дома. После этого мать Килли просит Донни съехать от неё, и он переселяется к знакомым, которые каждую ночь устраивают вечеринки. Поэтому Донни в основном живёт у Тери, хотя их сексуальная жизнь не складывается из-за неприятных воспоминаний Донни. Во время очередного визита в полицию Донни рассказывает, что Марта уже привлекалась за сталкинг. Полицейские проводят беседу с Мартой, которая на какое-то время затихает. Эта тишина оказывается невыносимой для Донни, который не может выбросить Марту из головы и даже представляет, как он приходит к Марте домой и занимается с ней сексом. В действительности мысли о Марте помогают ему наладить отношения с Тери. Обеспокоенные родители Донни звонят ему с вопросом о том, что с ним — Марта сообщила им, что с Донни произошло несчастье.                                                                    |            |                    |                |                |                     |
| 6 | «Эпизод 6» | Юсефина Борнебуш   | Ричард Гэдд    | 11 апреля 2024 | TBA                 |
| Марта начинает преследовать родителей Донни, и он решает покончить с ней. Притворившись, что он согласен быть с ней, он просит Марту написать ему «грязный» мейл с рассказом о том, чего она хочет от него. Это сообщение он предъявляет в полиции, но оказывается, что Марта перехитрила его: она записала их разговор на диктофон, как делала со всеми беседами с Донни на протяжении их знакомства. Донни получает предупреждение в полиции. Тери расстаётся с ним. Во время очередного прихода Марты в бар Донни сообщает посетителям, что она уже привлекалась за сталкинг, что приводит Марту в бешенство, и она разбивает стакан о голову Донни. По просьбе друзей он не сообщает об этом в полицию. Однако на своём концертном выступлении у Донни случается нервный срыв, и вместо шуток он со слезами рассказывает зрителям историю своей жизни, включая пережитое им сексуальное насилие. |            |                    |                |                |                     |
| 7 | «Эпизод 7» | Юсефина Борнебуш   | Ричард Гэдд    | 11 апреля 2024 | TBA                 |
| Выступление Донни становится популярным на Ютьюбе. Когда Марта угрожает рассказать его родителям о его признаниях, он едет к ним в Шотландию и сам во всём признается, при этом родители безоговорочно поддерживают его. В полиции ему неформально советуют дождаться сообщение Марты, которое можно будет трактовать как угрозу. Наконец, среди сообщений Марты такое находится, и Марту арестовывают. Её приговаривают к 9 месяцам тюрьмы и на 5 лет запрещают приближаться к Донни. По просьбе Килли Донни возвращается жить к её матери. Он находит свой старый сценарий, когда-то написанный для Дэрриена, и приходит к нему в гости. Дэрриен внезапно предлагает Донни сотрудничать над новым сценарием, и тот соглашается. Вечером в баре Донни переслушивает старые сообщения Марты: она объясняет, что «оленёнком» она называла его за сходство со своей любимой игрушкой из детства. Донни обнаруживает, что забыл бумажник и не может заплатить, но бармен берёт оплату на себя так же, как и Донни в своё время сделал это для Марты. |            |                    |                |                |                     |

## Реакция

### Оценки критиков
Сериал получил высокие оценки критиков и СМИ. Сериал оказался в топе Netflix и получил 97 % одобрения критиков на Rotten Tomatoes.

### Награды и номинации
| Награда                                  | Дата церемонии   | Категория | Номинанты и получатели                                                                    | Результат | Ист.          |
| ---------------------------------------- | ---------------- | --- | ----------------------------------------------------------------------------------------- | --------- | ------------- |
| Artios Awards                            | 12 февраля 2025  | Outstanding Achievement in Casting — Limited Series                                                               | Нина Голд, Мартин Уэр                                                                     | Ожидается | [ 5 ]         |
| Astra TV Awards                          | 8 декабря 2024   | Best Limited Series                                                                                               | Оленёнок                                                                                  | Победа    | [ 6 ]         |
| Astra TV Awards                          | 8 декабря 2024   | Best Actor in a Limited Series or TV Movie                                                                        | Ричард Гэдд                                                                               | Номинация | [ 6 ]         |
| Astra TV Awards                          | 8 декабря 2024   | Best Supporting Actor in a Limited Series or TV Movie                                                             | Том Гудман-Хилл                                                                           | Номинация | [ 6 ]         |
| Astra TV Awards                          | 8 декабря 2024   | Best Supporting Actress in a Limited Series or TV Movie                                                           | Джессика Ганнинг                                                                          | Номинация | [ 6 ]         |
| Astra TV Awards                          | 8 декабря 2024   | Best Supporting Actress in a Limited Series or TV Movie                                                           | Нава Мау                                                                                  | Номинация | [ 6 ]         |
| Astra TV Awards                          | 8 декабря 2024   | Best Directing in a Limited Series or TV Movie                                                                    | Вероника Тофильска (за "Эпизод 1")                                                        | Номинация | [ 6 ]         |
| Astra TV Awards                          | 8 декабря 2024   | Best Writing in a Limited Series or TV Movie                                                                      | Ричард Гэдд                                                                               | Победа    | [ 6 ]         |
| Cinema Audio Society Awards              | 22 февраля 2025  | Cinema Audio Society Award for Outstanding Achievement in Sound Mixing for Television Movie or Limited Series     | Джейк Уайтли, Джеймс Риджуэй, Кит Партридж (за "Эпизод 7")                                | Ожидается | [ 7 ] [ 8 ]   |
| Costume Designers Guild Awards           | 6 февраля 2025   | Costume Designers Guild Award for Excellence in Contemporary Television                                           | Мекель Бейли (за "Эпизод 4")                                                              | Ожидается | [ 9 ]         |
| Critics' Choice Television Awards        | 12 февраля 2025  | Best Limited Series                                                                                               | Оленёнок                                                                                  | Ожидается | [ 10 ]        |
| Critics' Choice Television Awards        | 12 февраля 2025  | Best Actor in a Limited Series or Movie Made for Television                                                       | Ричард Гэдд                                                                               | Ожидается | [ 10 ]        |
| Critics' Choice Television Awards        | 12 февраля 2025  | Best Supporting Actress in a Limited Series or Movie Made for Television                                          | Джессика Ганнинг                                                                          | Ожидается | [ 10 ]        |
| Golden Globe Awards                      | 5 января 2025    | Best Limited or Anthology Series or Television Film                                                               | Оленёнок                                                                                  | Победа    | [ 11 ]        |
| Golden Globe Awards                      | 5 января 2025    | Best Actor — Miniseries or Television Film                                                                        | Ричард Гэдд                                                                               | Номинация | [ 11 ]        |
| Golden Globe Awards                      | 5 января 2025    | Best Supporting Actress — Series, Miniseries or Television Film                                                   | Джессика Ганнинг                                                                          | Победа    | [ 11 ]        |
| Golden Reel Awards                       | 23 февраля 2025  | Outstanding Achievement in Sound Editing — Broadcast Short Form                                                   | Мэтт Скелдинг, Том Дженкинс, Милош Стоянович, Матиас Шустер, Барнаби Смит (за "Эпизод 7") | Ожидается | [ 12 ]        |
| Golden Reel Awards                       | 23 февраля 2025  | Outstanding Achievement in Music Editing — Broadcast Short Form                                                   | Джек Сагден (за "Эпизод 1")                                                               | Ожидается | [ 12 ]        |
| Gotham TV Awards                         | 4 июня 2024      | Breakthrough Limited Series                                                                                       | Оленёнок                                                                                  | Победа    | [ 13 ] [ 14 ] |
| Gotham TV Awards                         | 4 июня 2024      | Outstanding Performance in a Limited Series                                                                       | Ричард Гэдд                                                                               | Номинация | [ 13 ] [ 14 ] |
| Hollywood Music in Media Awards          | 20 ноября 2024   | Music Supervision — Television                                                                                    | Кэтрин Гривз                                                                              | Номинация | [ 15 ]        |
| Independent Spirit Awards                | 22 февраля 2025  | Best New Scripted Series                                                                                          | Ричард Гэдд, Вим Де Грееф, Петра Фрид, Мэтт Джарвис и Эд Макдональд                       | Ожидается | [ 16 ]        |
| Independent Spirit Awards                | 22 февраля 2025  | Best Lead Performance in a New Scripted Series                                                                    | Ричард Гэдд                                                                               | Ожидается | [ 16 ]        |
| Independent Spirit Awards                | 22 февраля 2025  | Best Supporting Performance in a New Scripted Series                                                              | Нава Мау                                                                                  | Ожидается | [ 16 ]        |
| Independent Spirit Awards                | 22 февраля 2025  | Best Breakthrough Performance in a New Scripted Series                                                            | Джессика Ганнинг                                                                          | Ожидается | [ 16 ]        |
| Primetime Emmy Awards                    | 15 сентября 2024 | Outstanding Limited or Anthology Series                                                                           | Ричард Гэдд, Вим Де Грееф, Петра Фрид, Мэтт Джарвис, Эд Макдональд и Мэтью Мулот          | Победа    | [ 17 ] [ 18 ] |
| Primetime Emmy Awards                    | 15 сентября 2024 | Outstanding Lead Actor in a Limited or Anthology Series or Movie                                                  | Ричард Гэдд                                                                               | Победа    | [ 17 ] [ 18 ] |
| Primetime Emmy Awards                    | 15 сентября 2024 | Outstanding Supporting Actor in a Limited or Anthology Series or Movie                                            | Том Гудман-Хилл (за "Эпизод 4")                                                           | Номинация | [ 17 ] [ 18 ] |
| Primetime Emmy Awards                    | 15 сентября 2024 | Outstanding Supporting Actress in a Limited or Anthology Series or Movie                                          | Джессика Ганнинг (за "Эпизод 1")                                                          | Победа    | [ 17 ] [ 18 ] |
| Primetime Emmy Awards                    | 15 сентября 2024 | Outstanding Supporting Actress in a Limited or Anthology Series or Movie                                          | Нава Мау (за "Эпизод 5")                                                                  | Номинация | [ 17 ] [ 18 ] |
| Primetime Emmy Awards                    | 15 сентября 2024 | Outstanding Directing for a Limited or Anthology Series or Movie                                                  | Вероника Тофильска (за "Эпизод 4")                                                        | Номинация | [ 17 ] [ 18 ] |
| Primetime Emmy Awards                    | 15 сентября 2024 | Outstanding Writing for a Limited or Anthology Series or Movie                                                    | Ричард Гэдд                                                                               | Победа    | [ 17 ] [ 18 ] |
| Primetime Emmy Awards                    | 8 сентября 2024  | Outstanding Casting for a Limited or Anthology Series or Movie                                                    | Нина Голд, Мартин Уэр                                                                     | Победа    | [ 17 ] [ 18 ] |
| Primetime Emmy Awards                    | 8 сентября 2024  | Outstanding Contemporary Costumes                                                                                 | Мекель Бейли и Имоджен Холнесс (за "Эпизод 4")                                            | Номинация | [ 17 ] [ 18 ] |
| Primetime Emmy Awards                    | 8 сентября 2024  | Outstanding Music Supervision                                                                                     | Кэтрин Гривз (за "Эпизод 4")                                                              | Номинация | [ 17 ] [ 18 ] |
| Primetime Emmy Awards                    | 8 сентября 2024  | Outstanding Picture Editing for a Limited or Anthology Series or Movie                                            | Питер Х. Оливер и Бенджамин Герштейн (за "Эпизод 4")                                      | Победа    | [ 17 ] [ 18 ] |
| Satellite Awards                         | 26 января 2025   | Best Miniseries & Limited Series or Motion Picture Made for Television                                            | Оленёнок                                                                                  | Ожидается | [ 19 ]        |
| Satellite Awards                         | 26 января 2025   | Best Actor in a Miniseries, Limited Series, or Motion Picture Made for Television                                 | Ричард Гэдд                                                                               | Ожидается | [ 19 ]        |
| Satellite Awards                         | 26 января 2025   | Best Actress in a Miniseries, Limited Series, or Motion Picture Made for Television                               | Джессика Ганнинг                                                                          | Ожидается | [ 19 ]        |
| Satellite Awards                         | 26 января 2025   | Best Actress in a Supporting Role in a Series, Miniseries & Limited Series, or Motion Picture Made for Television | Нава Мау                                                                                  | Ожидается | [ 19 ]        |
| Screen Actors Guild Awards               | 23 февраля 2025  | Outstanding Performance by a Male Actor in a Miniseries or Television Movie                                       | Ричард Гэдд                                                                               | Ожидается | [ 20 ]        |
| Screen Actors Guild Awards               | 23 февраля 2025  | Outstanding Performance by a Female Actor in a Miniseries or Television Movie                                     | Джессика Ганнинг                                                                          | Ожидается | [ 20 ]        |
| Set Decorators Society of America Awards | 5 августа 2024   | Best Achievement in Décor/Design of a Television Movie or Limited Series                                          | Ханна Эванс, Люси Хейли, Дебби Бертон                                                     | Номинация | [ 21 ]        |
| Television Critics Association Awards    | 12 июля 2024     | Program of the Year                                                                                               | Оленёнок                                                                                  | Номинация | [ 22 ]        |
| Television Critics Association Awards    | 12 июля 2024     | Outstanding Achievement in Drama                                                                                  | Оленёнок                                                                                  | Номинация | [ 22 ]        |
| Television Critics Association Awards    | 12 июля 2024     | Outstanding Achievement in Movies, Miniseries and Specials                                                        | Оленёнок                                                                                  | Победа    | [ 22 ]        |
| Television Critics Association Awards    | 12 июля 2024     | Outstanding New Program                                                                                           | Оленёнок                                                                                  | Номинация | [ 22 ]        |
| Television Critics Association Awards    | 12 июля 2024     | Individual Achievement in Drama                                                                                   | Ричард Гэдд                                                                               | Номинация | [ 22 ]        |

## Реальное вдохновение
В Интернете начали появляться предположения о реальных источниках вдохновения для вымышленных персонажей сериала, поскольку фанаты пытались определить их личности в социальных сетях. В своем заявлении от апреля 2024 года Гэдд попросил фанатов прекратить любые спекуляции. После ложного обвинения в Интернете в том, что он является реальным аналогом персонажа Дэрриена, режиссёр театра Шон Фоули сообщил о ложных обвинениях в полицию. Это привело к полицейскому расследованию. Гэдд подтвердил, что Фоули не стоял за персонажем .
9 мая 2024 года 59-летняя выпускница юридического факультета из Шотландии Фиона Мьюир-Харви в интервью Piers Morgan Uncensored заявила, что она в реальной жизни вдохновила Марту. Предыдущие твиты из аккаунта, связанного с Харви, привели к предположению, что она была настоящим вдохновителем персонажа Марты Скотт. В их число входило упоминание о подвешивании штор, фразе сексуального характера, которая позже была использована в сценарии «Оленёнка». Во время своего интервью без цензуры Харви призналась, что несколько раз встречала Гэдда в The Hawley Arms, Камден, но отрицала, что отправляла ему 41 000 электронных писем или ходила к нему домой, и заявила, что планирует подать в суд как против Гэдда, так и против Netflix. Она призналась, что отправила до 10 электронных писем и сообщений, а также несколько твитов. Позже она утверждала, что за участие ей заплатили 250 фунтов стерлингов, и что после интервью она почувствовала себя «немного использованной». Интервью вызвало критику, ставящую под сомнение этическую сторону этого решения. Лаура Рэй, адвокат и вдова шотландского политика Джимми Рэя, заявила, что она некоторое время нанимала Харви в свою юридическую фирму в 1997 году, и заявила, что Харви публиковала оскорбительные посты в социальных сетях после того, как потеряла работу. 6 июня Харви подала в суд на Netflix на 170 миллионов долларов, утверждая, что сериал «зло разрушил» её. Утверждалось, что Харви отправляла оскорбительные электронные письма политику сэру Кир Стармеру.